# Conrado de Placência
Conrado de Placência, em italiano:  Conrado di Piacenza (Calendasco, 1290 – Noto, 19 de fevereiro de 1351) foi um santo eremita que viveu em Placência, na Itália, no século XIV.

## Vida e obras
Conrado era casado em sua cidade natal e era homem de muitos bens, dado aos divertimentos e à caça. Numa ocasião de caçada, acidentalmente provocou um incêndio, prejudicando a muitas pessoas. Ele então fugiu, e a polícia prendeu um inocente, que não sabendo se defender, estava prestes a ser condenado e executado.
Quando Conrado soube disso, se apresentou como responsável pelo incêndio e se propôs a vender todos os bens para reconstruir tudo o que o incêndio destruiu. Reduzido à pobreza e buscando penitência por sua covardia, Conrado e sua esposa viram a interferência divina no evento e, como resultado, eles concordaram em se separar. Conrado foi para um eremitério de franciscanos terciários perto de Placência, enquanto que a sua esposa se tornou uma freira clarissa.
Ele rapidamente criou uma reputação por sua santidade e o fluxo de visitantes o impedia de buscar a solidão que tanto desejava. Ele então foi à Roma e, de lá, para um local isolado perto de Noto, na Sicília, onde ele se acomodou e viveu por trinta e seis anos, na mais austera e penitente solidão, realizando inúmeros milagres, até a sua morte em 19 de fevereiro de 1351. Ele morreu rezando, ajoelhado diante de um crucifixo.